# Nhà máy thủy điện Ankroet
Nhà máy thủy điện Ankroet là nhà máy thủy điện đầu tiên ở Việt Nam, xây dựng trên suối Vàng ở thôn Đan Kia xã Lát huyện Lạc Dương tỉnh Lâm Đồng .
Thủy điện Ankroet có công suất lắp máy 600 kW với hai tổ máy, khởi công tháng 10/1942 và khánh thành tháng 10/1945, chính thức phát điện năm 1946 .
Thủy điện Ankroet ở bên hồ Dankia - Suối Vàng thơ mộng, cách thành phố Đà Lạt gần 20 km về phía tây bắc. Nước từ hồ qua ống áp lực xuyên rừng chuyển đến nhà máy  cách hồ cỡ 1 km.
Nhà máy có kiến trúc đá rất đặc trưng của vùng tây nam nước Pháp và kiến trúc công xưởng đặc trưng đầu thế kỷ 20.

## Lịch sử
Khởi đầu, thủy điện có công suất 600 kW với hai tổ máy do Hãng Bell của Mỹ sản xuất vào năm 1940. Trục tuôcbin nằm ngang, cả khối máy nổi trên mặt đất, khác với các công trình thủy điện sau này các tuôcbin nằm sâu dưới lòng đất với trục đứng. Công suất thiết kế ban đầu của Ankroët chỉ 600 kW, nhỏ hơn trăm lần so với những thủy điện hạng trung hiện nay, nhằm cung cấp điện cho đô thị Đà Lạt khi đó. Điều khiến thủy điện Ankroët trở nên đặc biệt là toàn bộ nhà máy phát điện, bờ chắn hai đập nước liên hoàn xây bằng đá xanh khai thác ngay tại địa phương bằng công sức của các phu phen người Việt.
Năm 1962, để có điện phục vụ cho việc xây dựng thủy điện Đa Nhim (Đơn Dương, Lâm Đồng), chính quyền Việt Nam Cộng Hòa đã lắp thêm tổ máy nâng công suất Ankroët lên 3.100 kW. Năm 1964, Nhà máy thủy điện Đa Nhim hoàn thành với công suất 160 MW (gấp khoảng 50 lần thủy điện Ankroët), cung cấp điện cho một nửa miền Nam khi đó.
Năm 2004, sau gần 60 năm hoạt động liên tục, những tổ máy cũ buộc phải thay thế bằng những tổ máy mới do Trung Quốc sản xuất cùng công nghệ nhưng công suất lớn hơn. Hai tổ máy sau khi hoàn thành sứ mệnh đã được đưa về xưởng sửa chữa của Công ty Điện lực Lâm Đồng và nằm đó suốt 10 năm. Năm 2014, một tổ máy đã được sửa chữa và phục chế để trưng bày tại nhà truyền thống của Tập đoàn Điện lực Việt Nam, Tổ máy còn lại hiện vẫn còn lưu tại xưởng để sau khi phục chế, tổ máy sẽ được đưa lại vào Nhà máy thủy điện Ankroet để trưng bày..
Nhân dịp kỷ niệm 70 năm nhà máy thủy điện lâu đời nhất Việt Nam (17/10/1945 - 17/10/2015), nhà máy thủy điện Ankroet đã chính thức thay thế, đưa vào vận hành hệ thống điều khiển nhà máy theo công nghệ mới, chuyển hệ thống điều khiển nhà máy từ bán tự động sang công nghệ tự động hiện đại. Công nghệ mới này sẽ giúp giảm sức lao động và nâng cao độ an toàn cho người điều khiển thiết bị tại nhà máy.